# Rosario Vera Peñaloza (departement)
Rosario Vera Peñaloza is een departement in de Argentijnse provincie La Rioja. Het departement (Spaans:  departamento) heeft een oppervlakte van 6.114 km² en telt 13.299 inwoners.

## Plaatsen in departement Rosario Vera Peñaloza
- Agua Blanca
- Chepes
- Desiderio Tello
- El Tala
- El Totoral
- Las Jarillas
- Las Toscas
- Mascasín
- Ñoqueve
- San Isidro
- Valle Hermoso